# Municipio de Taniche
El municipio de Taniche es uno de los 570 municipios del estado mexicano de Oaxaca. Su cabecera es la localidad de Taniche.

## Geografía
El municipio de Taniche colinda al norte y sur con el municipio de Ejutla de Crespo; al este con el municipio de San Miguel Ejutla; y al oeste con los municipios de La Pe y La Compañía.

## Gobierno
El municipio de Taniche se rige mediante el sistema de usos y costumbres.
| Presidente municipal              | Periodo   |
| --------------------------------- | --------- |
| Juan Barragán Corres              | 1996-1997 |
| Felipe García Barragán            | 1997-1998 |
| Juan José Romero Ramírez          | 1999-2001 |
| Mauro Ramos Ordaz                 | 2002-2004 |
| Constantino Arturo Vázquez Corres | 2005-2007 |
| Leonel Cornelio Ramos González    | 2008-2010 |
| Salomón Barrita                   | 2011-2013 |
| Ysidro Felipe Barrita             | 2013-2016 |
| Juan José Romero Ramírez          | 2017-2019 |
| Ariel Osbaldo Ramos González      | 2020-2022 |
| Manuel Rosario Díaz               | 2023-2025 |